# Сан Мауро (Мачерата)
Сан Мауро је насеље у Италији у округу Мачерата, региону Марке.
Према процени из 2011. у насељу је живело 22 становника. Насеље се налази на надморској висини од 465 м.